# Chiesa di San Rocco (Avezzano)
La chiesa di San Rocco è un luogo di culto cattolico di Avezzano, in provincia dell'Aquila, sede vescovile della diocesi di Avezzano.

## Storia e descrizione

La chiesa prima del sisma del 1915

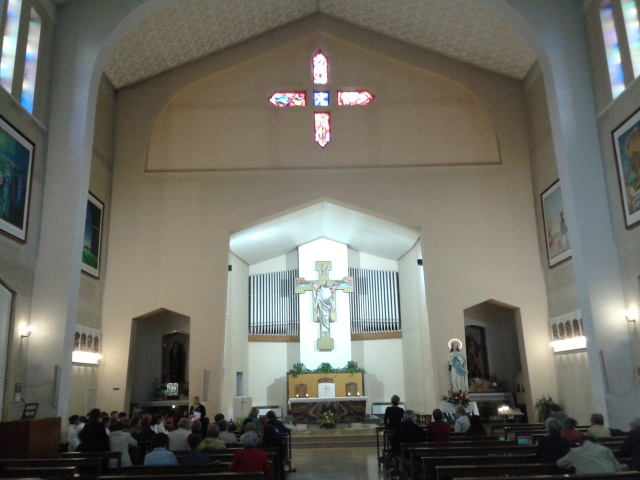
Interno della chiesa ricostruita

L'edificio originario risalente al Basso Medioevo si trovava lungo la via Marsicana (la contemporanea via XX Settembre) all'angolo con via Sernaglia oltre la cinta muraria della vecchia Avezzano, per questo motivo si trattava probabilmente di una chiesa rurale. La facciata dalle caratteristiche architettoniche romaniche sarebbe databile intorno ai primi anni del 1400, periodo in cui nella Marsica tale stile ha continuato a persistere. Influenzata da alcuni elementi gotici la facciata era caratterizzata da un portale unico sormontato da un arco a tutto sesto e una lunetta. Sulla parte superiore della facciata si apriva centralmente il rosone, mentre su quella inferiore due finestre laterali di forma rettangolare dotate di grate in ferro battuto.
Ad unica navata presentava internamente alcuni dipinti raffiguranti la Madonna delle Grazie, san Rocco e sant'Emidio. Il soffitto era costituito da cassettoni in legno con cornici dorate. Dall'altare maggiore si poteva accedere agli ingressi della sagrestia dove si trovavano due dipinti settecenteschi, uno raffigurante sant'Antonio l'altro san Bartolomeo. Due altari di dimensioni più piccole, dedicati a san Rocco e san Sebastiano, erano posti uno di fronte all'altro al centro della chiesa. Due vicine nicchie invece ospitavano le statue di san Franco da Assergi e san Francesco di Paola. Le statue di san Rocco e della Madonna Addolorata erano conservate in due nicchie all'interno della sagrestia. Nella chiesa si trovava anche un antico organo. Nel 1908 si resero necessari i lavori di restauro e altre opere finalizzate a realizzare la volta a botte sul soffitto e a modificare il palco con l'organo e la disposizione delle statue. Pochi anni dopo fu elevato il campanile.
Con il terremoto del 1915 della chiesa non restò quasi nulla ad eccezione della statua della Madonna Addolorata, la bara dorata del Cristo morto e il gonfalone. Due delle tre campane furono recuperate e si trovano nella moderna chiesa di San Simeo. 
Nel primo dopoguerra ripresero le celebrazioni prima in una casetta post terremoto, poi in un prefabbricato donato dal comune di Roma utilizzato in precedenza per ospitare la sala comunale, successivamente nella chiesetta ricostruita dedicata al Sacro Cuore, progettata dall'ingegner Augusto Ciciarelli e inaugurata l'8 dicembre 1939. 
La nuova chiesa di San Rocco, di più grandi dimensioni, fu edificata su progetto dell'architetto Giuseppe Zander in via Aquila accanto a quella del Sacro Cuore, che fu chiusa al culto, e ufficialmente inaugurata dall'impresa Laudazi il 16 agosto 1958, alla presenza del ministro della marina mercantile della Repubblica Italiana Giuseppe Spataro. Elevata a parrocchia prese la denominazione di "Parrocchia del Sacro Cuore in San Rocco". 
La nuova struttura internamente si presenta con un'ampia navata unica, un altare maggiore e due altari laterali. I dipinti dei dieci comandamenti sono stati realizzati da alcuni artisti contemporanei come Pasquale Di Fabio, Marcello Ercole, Enzo Frittella, Nino Gagliardi, Cesare Paris, Dante Simone ed Ermanno Toccotelli coordinati dal poeta Ugo Buzzelli. L'organo, collocato nel 1971 sulla parete absidale, fu realizzato dalla ditta Organi Pinchi. Esternamente la parte superiore della facciata è decorata con ceramiche di colore giallo e verde ed è affiancata dal campanile.
La confraternita di San Rocco è tra le più antiche di Avezzano, la sua costituzione risale con ogni probabilità al 1580.